# مارتین بکر ام‌بی ۲
مارتین بکر ام‌بی ۲ (به انگلیسی: Martin-Baker_MB_2) یک هواگرد ملخ‌پیشین تک‌موتوره از نوع جنگنده ساخت شرکت Martin-Baker است. هواگرد مارتین بکر ام‌بی ۲ نخستین پروازش را در ۳ اوت ۱۹۳۸ میلادی انجام داد. در مجموع، تعداد ۱ فروند از این هواگرد ساخته شده‌است.
طراح این هواگرد، James Martin بود.